# Tekovská župa
Tekovská župa (župa Bars, maďarsky Bars vármegye, latinsky comitatus Barsiensis) je bývalá župa také komitát v severní části Uherského království v Horních Uhrách.

## Historie
Župa byla založena v 11. století. V letech 1663–1685 byla jižní část župy okupována Osmanskou říší a byla součástí Ujvarského ejálu. Sídlem župní správy byl do roku 1321 hrad Starý Tekov (Bars), od něhož župa převzala své jméno, poté hrad Levice (Léva), od roku 1580 hrad Topołčianky (Kistapolcsány) a od konce 18. století Zlaté Moravce (Aranyosmarót).
V období před první světovou válkou se župa dělila na pět okresů a tři města.
Po Trianonské smlouvě se kraj stal součástí Československa. V důsledku první vídeňské arbitráže v roce 1938 se jižní část župy vrátila k Maďarsku a byla sloučena se zbytkem Hontské župy do nové župy Bars és Hont s hlavním městem Léva. Po druhé světové válce byla hranice z roku 1938 obnovena.

## Geografie
Území Tekova leží podél řeky Hron a zahrnuje zhruba území dnešních okresů Žiar nad Hronom, Žarnovica, Zlaté Moravce a západní část okresu Levice. Rozloha Tekovské župy v roce 1910 činila přibližně 2 724 km².